# Christine O’Donnell

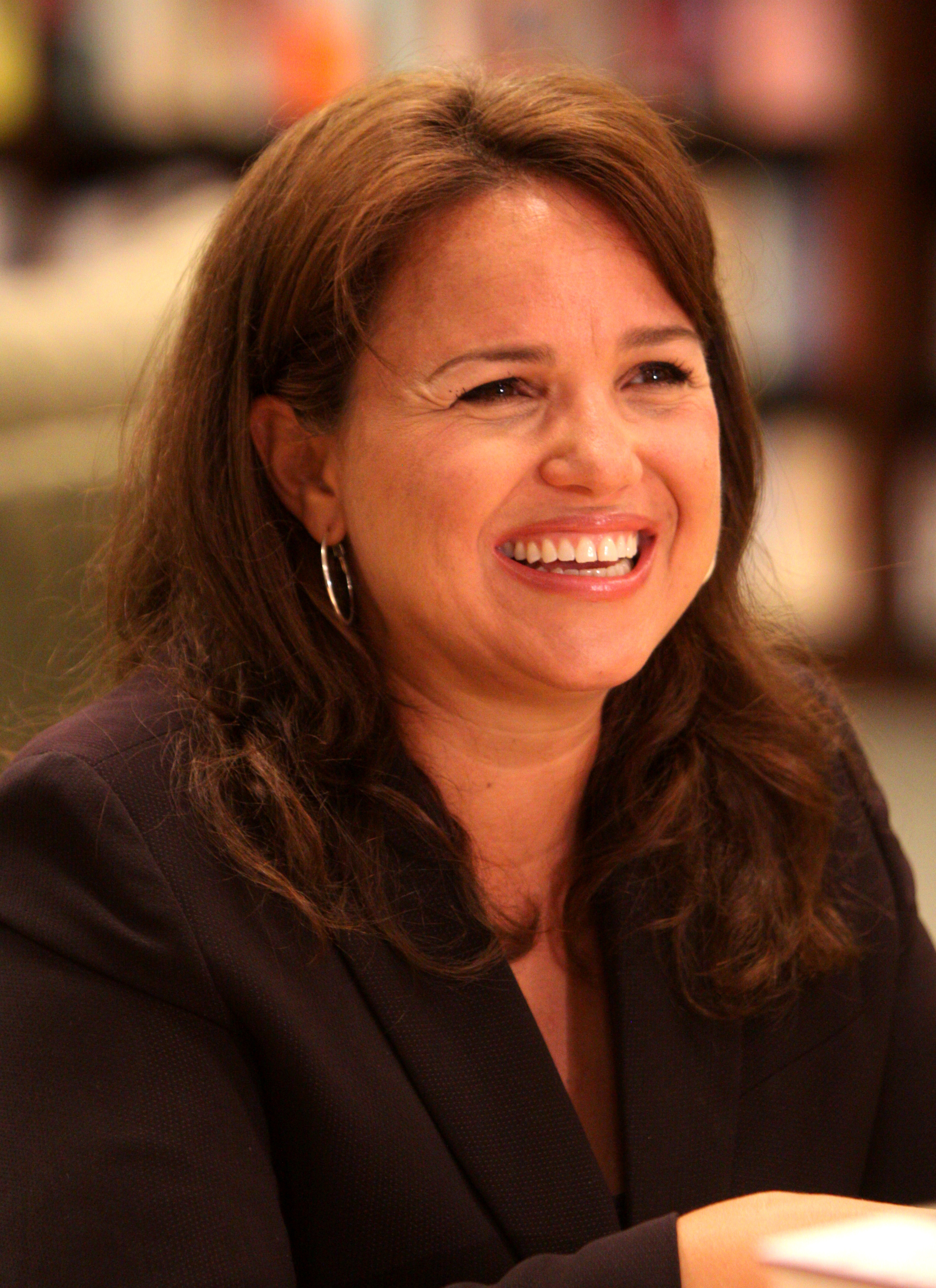
Christine O’Donnell, August 2011

Christine O’Donnell (* 27. August 1969 in Philadelphia, Pennsylvania) ist eine US-amerikanische Politikerin. Sie ist Mitglied der Republikanischen Partei und gilt als eine Vertreterin der rechtspopulistischen Tea-Party-Bewegung.

## Jugend und Ausbildung
Christine O’Donnell ist irisch-italienischer Abstammung. Die Tochter von Daniel und Carole O’Donnell wuchs mit ihren fünf Geschwistern in Moorestown, im Burlington County, New Jersey auf. Ihr Vater arbeitete zeitweilig als Schauspieler bei Theater und Fernsehen. Nachdem sie im Jahre 1987 die Moorestown High School abgeschlossen hatte, nahm sie ein Studium an der Fairleigh Dickinson University, einer Privat-Universität in New Jersey, auf. Ursprünglich hatte sie die Absicht, eine Karriere als Theaterschauspielerin einzuschlagen und ihr Studium mit einem B. A. abzuschließen.
Während ihres Studiums (1991) schloss sich die aus einem liberalen römisch-katholischen Elternhaus stammende O’Donnell dem evangelikalen Protestantismus an, was laut ihrer eigenen Aussage die Voraussetzung für ihre spätere politische Betätigung war.
1993 nahm sie an ihrer Graduierungszeremonie teil, ihr wurde aber kein Abschlusszeugnis ausgehändigt. O’Donnell gab später an, dass ihr der Universitätsabschluss verweigert worden sei, weil sie ihre Studiengebühren nicht bezahlt habe. Als sie den offenstehenden Betrag weiterhin nicht beglich, wurde sie 1994 von der Fairleigh Dickinson University auf Zahlung von 4823 Dollar verklagt. Der Klage der Universität wurde auch in voller Höhe entsprochen. Die betreffende Summe wurde im Jahre 2003 nachgezahlt. Nachdem O’Donnell nachträglich einen für den B. A. zwingend erforderlichen Kurs im Sommer 2010 absolviert hatte, verlieh ihr die Fairleigh Dickinson University einen B. A. in englischer Literatur (mit dem Schwerpunkt Kommunikation).

## Politische Karriere
Christine O’Donnell war seit 1991 bei den College Republicans, einer Unterorganisation der Republikaner an Hochschulen, aktiv. Am Präsidentschaftswahlkampf 1992 nahm sie als Wahlkampfhelferin für George H. W. Bush in einer führenden Position betreffend die Zielgruppe der jungen Wähler teil. 1996 war sie in San Diego Delegierte der Republican National Convention. Ebenfalls 1996 gründete sie die Organisation The Saviour's Alliance for Lifting the Truth, deren langjährige Vorsitzende sie war. Diese Vereinigung gehört der Keuschheitsbewegung an, fordert ein Verbot des schulischen Sexualkundeunterrichts und setzt sich für das Schulgebet sowie das Lehren des Kreationismus im Schulunterricht ein.
2006 bewarb sich O’Donnell erstmals um eine Nominierung als republikanische Kandidatin für den US-Senat, unterlag aber bei der Vorwahl ihrer Partei. Mit 17,41 % der Stimmen lag sie weit hinter ihren parteiinternen Gegenkandidaten Jan Ting (42,47 %) und Michael D. Protack (40,12 %). Bei der Hauptwahl, die von dem demokratischen Amtsinhaber Tom Carper gewonnen wurde, trat sie als Write-in-Kandidatin an und kam auf 4 % der Stimmen. Sie hatte im Wahlkampf unter anderem behauptet, Homosexuelle würden an einer Identitätsstörung leiden. 2008 wurde sie als Kandidatin der Republikaner für Delawares anderen Sitz im US-Senat aufgestellt. Sie unterlag dem demokratischen Amtsinhaber Joe Biden, der gleichzeitig auch als Vizepräsidentschaftskandidat seiner Partei antrat. O’Donnell erreichte rund 35 % der Stimmen, Biden knapp 65 %.
Da Biden wegen seiner Wahl zum Vizepräsidenten den Senatssitz im 111. Kongress nur für wenige Tage im Januar 2009 wahrnahm, wurde eine Nachwahl im November 2010 nötig; für die Zwischenzeit wurde Ted Kaufman als Senator benannt. O’Donnell gewann im September 2010 die parteiinternen Vorwahlen in Delaware gegen den Kongressabgeordneten und ehemaligen Gouverneur Mike Castle. Dabei wurde sie von Sarah Palin unterstützt. Im November 2010 trat sie bei der Wahl zum US-Senat als republikanische Kandidatin gegen Chris Coons an, konnte sich aber trotz ihrer Popularität in der Tea-Party-Bewegung nicht gegen ihn durchsetzen. Ihr Hauptwahlkampfthema war die Rückgängigmachung der Gesundheitsreform 2010. Während des Wahlkampfes hatten ihre Gegner auf ihre früheren Äußerungen hingewiesen, die Masturbation verbieten zu wollen, da diese eine Form des Ehebruchs darstelle, und ihr Bekenntnis, in jungen Jahren an Ritualen der Hexerei teilgenommen zu haben. Sie schaltete daher einen Werbeclip, der mit den Worten begann: „Ich bin keine Hexe.“
O’Donnells politische Positionen sind dadurch gekennzeichnet, dass sie für den Schusswaffenbesitz, gegen Abtreibung, gegen volle rechtliche Gleichstellung von Homosexuellen und steuerpolitisch konservativ (d. h. niedrigstmögliche Steuern) argumentiert. Die Evolutionstheorie lehnt sie ab, da sich Affen ja nicht mehr weiterentwickeln würden. Anlässlich eines Auftritts in der Show Bill O’Reillys äußerte sie die Befürchtung, dass nicht näher bezeichnete amerikanische Forschungsunternehmen Hybride zwischen Menschen und Tieren züchten würden und an Mäusen mit voll funktionsfähigen menschlichen Gehirnen arbeiten würden.